# 652410 Janmarszalek
652410 Janmarszalek este o planetă minoră (asteroid) din centura de asteroizi. A fost descoperită pe 5 decembrie 2013 la  de . 
Obiectul prezintă o orbită caracterizată de o semiaxă mare de 2,277166183276 UAi, o excentricitate de 0,10967567710573, o înclinație de 23,688753662715 ° în raport cu ecliptica.